# Naïla Benchekor
Pour les articles homonymes, voir Benchekor.
Naïla Benchekor (en arabe : نائلة بنشكور), née le 12 avril 2004, est une escrimeuse algérienne.

## Biographie
Naïla Benchekor est la fille du nageur Abdallah Benchekor et la nièce des nageurs Sofiane Benchekor et Yacine Benchekor.
Elle remporte la médaille d'or en sabre par équipes et la médaille de bronze en sabre individuel aux Jeux africains de la jeunesse de 2018 à Alger.
Elle est médaillée de bronze en sabre par équipes aux Championnats d'Afrique d'escrime 2019 à Bamako.
Elle fait l'actualité en 2020 après avoir été interdite d'entrée au lycée Colonel-Lotfi d'Oran en raison de ses cheveux bouclés, créant une vague d'indignation dans le pays.

## Palmarès

### Championnats d'Afrique
- Médaille de bronze en sabre par équipes aux Championnats d'Afrique d'escrime 2019 à Bamako[3].

### Jeux africains de la jeunesse
- Médaille d'or en sabre par équipes aux Jeux africains de la jeunesse de 2018 à Alger[3].
- Médaille de bronze en sabre individuel aux Jeux africains de la jeunesse de 2018 à Alger[3].

### Championnats d'Afrique des moins de 20 ans
- Médaille d'or en sabre par équipes aux Championnats d'Afrique de 2020 à Cape Coast[3].
- Médaille d'or en sabre par équipes aux Championnats d'Afrique de 2018 à Lagos[3].
- Médaille d'argent en sabre par équipes aux Championnats d'Afrique de 2019 à Alger[3].

### Championnats d'Afrique des moins de 17 ans
- Médaille d'argent en sabre individuel aux Championnats d'Afrique de 2019 à Alger[3].
- Médaille de bronze en sabre individuel aux Championnats d'Afrique de 2018 à Lagos[3].

### Championnats d'Afrique des moins de 15 ans
- Médaille d'argent en sabre individuel aux Championnats d'Afrique de 2019 à Alger[3].